# ذرور الخبز
| link = | هذه المقالة يمكن توسيعها اعتمادا على الترجمة في ويكيبيديا الإنجليزية. اضغط [هنا] للتعليمات. - تُعدُّ الترجمةُ الآليةُ من كوكل بمثابةِ نقطةِ انطلاقٍ مُفيدةٍ للترجمات، ولكن يَجبُ على المُترجمينَ مُراجعةُ الأخطاءِ الّتي قد تُصاحبُ الترجمةَ حسبَ الضرورة، والتأكيد على دقةِ الترجمة، بدلاً من مجردِ نسخِ النصِّ المُترجمِ آلياً إلى ويكيبيديا. - لا تُترجمِ النصَّ الذي يبدو غيرَ موثوقٍ أو مُنخفضَ الجودة. تَحقِّقْ من النص بالتأكدِ من المَراجعِ الواردةِ في المقالةِ باللغةِ الأجنبية «إذا كان ذلك مُمكناً». - يجب إضافة قالب {{صفحة مترجمة}} بعد الترجمة إلى صفحة نقاش المقالة لضمان الامتثال لحقوق النشر. - لمزيد من الإرشاد، انظر ويكيبيديا:ترجمة مقالات إلى العربية. |

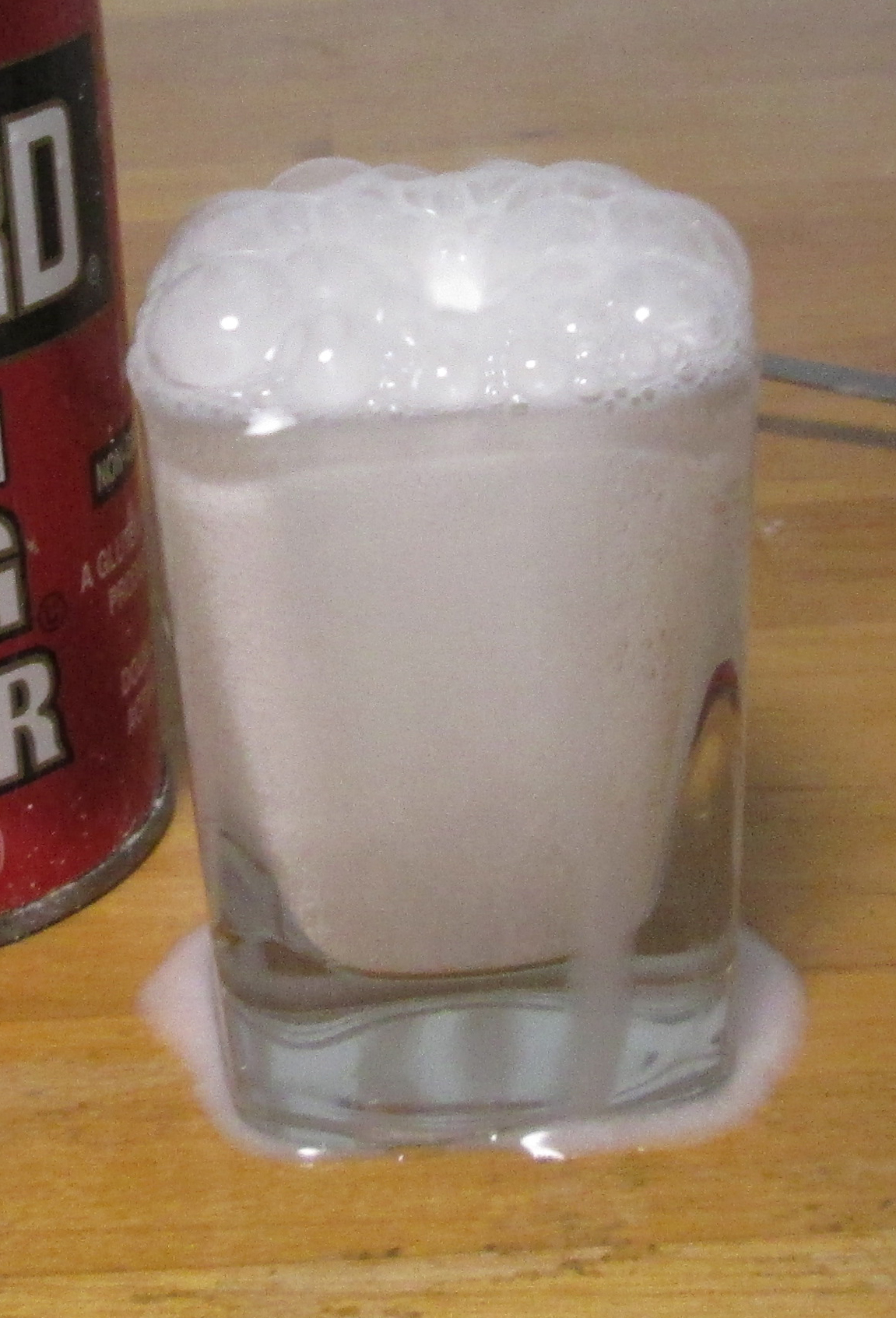
تشكل رغاوي عند وضع هذا المسحوق في الماء الساخن يدل على فعاليته.

ذَرور الخَبْز أو مسحوق الخبز ويقال لها أيضا الخميرة الكيميائية (بالإنجليزية: Baking powder)‏ عبارة عن كربونات الصوديوم الهيدروجينية NaHCO3 ويستخدم في صناعة الكيك حيث ينحل بالحرارة ليعطي غاز ثاني أكسيد الكربون الذي يعمل على انتفاخ العجين واعطائه القوام الإسفنجي. يَنتُج ثاني أكسيد الكربون من مسحوق الخبز بعد اتّحاده مع الهيدروجين بفعل الحرارة حسب المعادلة التالية:
NaHCO3 + H+ → Na+ + CO2 + H2O

## المصدر
1. 1 2  معجم مصطلحات الكيمياء (بالعربية والإنجليزية والفرنسية) (ط. 1)، دمشق: مجمع اللغة العربية بدمشق، 2014، ص. 47، OCLC:931065783، QID:Q113378673
2. ↑  منير البعلبكي؛ رمزي البعلبكي (2008). المورد الحديث: قاموس إنكليزي عربي (بالعربية والإنجليزية) (ط. 1). بيروت: دار العلم للملايين. ص. 103. ISBN:978-9953-63-541-5. OCLC:405515532. OL:50197876M. QID:Q112315598.
3. ↑  محمد الصاوي محمد مبارك (2003)، معجم المصطلحات العلمية في الأحياء الدقيقة والعلوم المرتبطة بها (بالعربية والإنجليزية)، القاهرة: مكتبة أوزوريس، ص. 71، OCLC:4769982658، QID:Q126042864
4. ↑  تأليف مطبخ لالة. كتاب حلويات تأليف مطبخ لالة. ص. الصفحة: 4.